# Béhasque-Lapiste
Béhasque-Lapiste település Franciaországban, Pyrénées-Atlantiques megyében. Lakosainak száma 505 fő (2022. január 1.). Béhasque-Lapiste Aïcirits-Camou-Suhast, Arbérats-Sillègue, Domezain-Berraute, Larribar-Sorhapuru és Saint-Palais községekkel határos.

## Népesség
A település népességének változása:
| Lakosok száma | 455  | 487  | 512  | 507  | 515  | 520  | 514  | 509  | 505  |
|               | 2013 | 2015 | 2016 | 2017 | 2018 | 2019 | 2020 | 2021 | 2022 |